# Sue Wanjiru
Susan «Sue» Wangui Wanjiru es una actriz keniana.

## Carrera
Obtuvo fama por su actuación en Algo necesario y la premiada 18 Hours, de 2013 y 2017 respectivamente. También es contadora pública certificada y fundadora de la empresa social Lokhem Kids Entertainment Ltd., que utiliza diferentes medios para enseñar a los niños a ser mejores líderes.
La película en la que debutó, Something Necessary estrenada en 2013, fue incluida entre las 10 mejores de la década en Kenia. Fue dirigida por Judy Kibinge y nominada al premio Audience Choice Award en el Festival Internacional de Cine de Chicago 2013. Wanjiru actuó como «Anne» en la película.
La segunda película en la que participó fue 18 Hours (2017), con el personaje «Sabina». Fue dirigida por Kevin Njue. En 2018, se convirtió en la primera película de Kenia en ganar en la categoría Mejor Película en los Premios Africa Magic Viewers 'Choice Awards (AMVCA).

## Filmografía
| Año  | Título              | Papel  | Notas |
| ---- | ------------------- | ------ | ----- |
| 2017 | 18 Hours            | Sabina |       |
| 2013 | Something Necessary | Ana    |       |